# Шиян, Слободан
Слободан Шиян (серб. Слободан Шијан, 16 ноября 1946, Белград) — сербский кинорежиссёр и сценарист.

## Биография
Сын сербского военачальника, народного героя Югославии Милана Шияна. Окончил Академию киноискусства и театральный факультет Белградского университета. Снимал телевизионные фильмы. Его первым полнометражным художественным кинофильмом стала лента Кто это там поёт (1980), получившая признание публики и критики, а позднее, в 1996 году, признанная Академией киноискусства лучшим фильмом югославского кино последних 50-ти лет. В 1990—1991 годах возглавлял Югославскую кинотеку в Белграде. С 2001 года преподает в киношколе Университет Лойола Мэримаунт (Лос-Анджелес, США).

## Избранная фильмография
- 1980 — Кто там поёт? / Ко то тамо пева (по сценарию Душана Ковачевича; номинация на Золотого Хьюго Чикагского МКФ, специальная премия жюри и премия экуменического жюри Монреальского МКФ)
- 1982 — Марафонцы бегут круг почёта / Маратонци трче почасни круг (по сценарию Душана Ковачевича; премия жюри Монреальского МКФ)
- 1983 — Как я был систематически уничтожен идиотом/ Како сам систематски уништен од идиота (также соавтор сценария)
- 1984 — Душитель против душителя/ Давитељ против давитеља (также сценарист; номинация на Золотого Хьюго Чикагского МКФ)
- 1988 — Тайна монастырской ракии/ Тајна манастирске ракије
- 2003 — Бедные маленькие хомяки 2010/ Сироти мали хрчки 2010
- 2007 — S.О.S. — Спасите наше душе